# Paradosis
La Paradosis (del grec Παράδοσις "tradició religiosa"), obra també anomenada Tradició de Pilat és un relat apòcrif del Nou Testament atribuït a Ponç Pilat, i formaria part d'un "Cicle de Pilat" que inclouria diversos textos atribuïts al prefecte de Judea, com ara les Actes de Pilat, la Carta de Pilat a Tiberi i fins i tot la Declaració de Josep d'Arimatea.
El text és considerat una continuació de l'Anàfora, obra amb la qual té un clar paral·lelisme d'estil. S'ha pensat que les dues narracions van ser escrites per una mateixa persona. El seu contingut, tal com fa l'Anàfora, és clarament favorable a Pilat seguint la trajectòria de la literatura de les esglésies orientals, i acusa sense contemplacions als jueus com a responsables de la mort de Crist. L'obra acaba amb la mort de Pilat, que més que un càstig té el caràcter d'un gloriós alliberament.